# トリコン!!! triple complex
『トリコン!!! triple complex』は、2008年の日本映画、及びそのメディアミックス作品。

## ストーリー
エース、ジャック、キングの3人は、ヨコハマで探偵事務所を営む。ある日、ダイヤと名乗る少女と出会ったことで、不可解な事件に巻き込まれていく。

## 映画
2008年2月9日から、渋谷Q-AXシネマなどで公開された。2008年1月25日に、メイキングDVDが3種類発売されている。続編として『トリコン!!!リターンズ triple complex Returns』が、2008年10月11日から渋谷シアターTSUTAYAなどで公開された。

### キャスト
- エース：進藤学
- キング：南圭介
- ジャック：八神蓮
- ダイヤ：遠藤真宙
- 瞳：飛鳥凛（リターンズ）
- ユージ：小西遼生（リターンズ）

### スタッフ
- 監督：佐々木浩久
- 脚本：高野倉薫、三島ゆき

### DVD
- トリコン!!! triple complex（2008年4月23日）
- メイキング・オブ・トリコン!!! リターンズ（2008年9月26日）

## 漫画
ねこ田米蔵により「comic SYLPH」（メディアワークス刊）vol.5とvol.6に掲載される。2008年7月22日にコミックが発売された。
- トリコン!!! triple complex ISBN 9784048670722

## ドラマCD
マリン・エンタテインメントより、2008年5月21日に発売された。

### キャスト
- エース：遊佐浩二
- キング：谷山紀章
- ジャック：宮野真守
- 真宮：津田健次郎
- 松島：寺島拓篤